# Hiệp Cường
Hiệp Cường là một xã thuộc tỉnh Hưng Yên, Việt Nam.

## Địa lý
Xã Hiệp Cường nằm ở phía tây tỉnh Hưng Yên, có vị trí địa lý:
- Phía đông giáp xã Lương Bằng và xã Hoàng Hoa Thám.
- Phía tây giáp xã Đức Hợp.
- Phía nam giáp phường Sơn Nam, phường Phố Hiến và giáp phường Duy Tân, phường Duy Tiên, xã Đại Xuyên của thành phố Hà Nội.
- Phía bắc giáp xã Nghĩa Dân.

## Lịch sử
Thời Pháp thuộc Lương Xá nổi tiếng với nghề điện. Trong khoảng những năm 1980, Hiệp Cường có nghề dệt thảm đay sau đó là thảm len xuất khẩu.
Hội làng Lương Xá được tổ chức vào 3 ngày: 8 - 10 tháng 3 (âm lịch) hàng năm. Ngày này cũng là ngày các Tân Lão (Nam giới đến tuổi 54) ra trình làng. Hội đền quan Tiên Công tại thôn Tiên Cầu cũng diễn ra hàng năm. Đền này vốn nổi tiếng với những linh vật làm bằng đá (ngựa đá...). Đền cũng đã được công nhận là di tích lịch sử cấp quốc gia. Đền lập ra để thờ danh nhân văn hóa Vũ Lãm, người thuộc xã Hiệp Cường - Kim Động, đỗ Hoàng giáp năm 1442. Ông có tên trong danh sách các vị đại khoa ở bia Văn Miếu Xích Đằng, Hưng Yên.
Ngày 16 tháng 6 năm 2025, Ủy ban Thường vụ Quốc hội ban hành Nghị quyết số 1666/NQ-UBTVQH15 về việc sắp xếp các đơn vị hành chính cấp xã của tỉnh Hưng Yên năm 2025. Theo đó, sắp xếp toàn bộ diện tích tự nhiên, quy mô dân số của các xã Song Mai, Hùng An, Hiệp Cường và một phần diện tích tự nhiên, quy mô dân số của xã Ngọc Thanh thành xã mới có tên gọi là xã Hiệp Cường.

## Xã hội
Xã có một trường trung học cơ sở, một trường tiểu học chính. Ngoài ra ở mỗi thôn đều có các cơ sở mầm non công lập để phục vụ nhu cầu giáo dục mầm non của địa phương. Xã có một trung tâm y tế. Cán bộ chủ lực trình độ cử nhân hoặc thạc sĩ. Hoạt động khám chữa bệnh dừng lại ở mức sơ cứu ban đầu và hộ sinh. Bệnh viện Sản Nhi Hưng Yên cũng được đặt trên tuyến đường QL.39A (giáp với đường Nguyễn Lương Bằng thuộc thị trấn Lương Bằng). Trong công cuộc đổi mới đất nước, xã cũng đang dần cải thiện và nâng cao chất lượng cuộc sống của nhân dân khi thôn Lương Xá được vinh dự công nhận đạt chuẩn mô hình Nông thôn mới kiểu mẫu năm 2022.

## Giao thông
Con đường QL.39A chạy ngang qua địa phận thôn Trà Lâm và thôn Tiên Cầu, kết nối Trung tâm thành phố Hưng Yên với trung tâm thị trấn Lương Bằng nội tỉnh. Đi theo sự phát triển cơ sở hạ tầng, hệ thống đèn, đường, trường, trạm đã được hoàn thiện một cách rõ rệt trong 10 năm trở lại đây.